# Emily Collinge
Pour les articles homonymes, voir Collinge.
Emily-Grace « Emmie » Collinge, née le 27 février 1988 à Nottingham, est une athlète et cycliste anglaise. Elle a remporté le titre de championne d'Europe de course en montagne 2016.

## Biographie
Elle fait ses débuts en athlétisme en cross-country durant son adolescence et représente l'Angleterre en catégorie junior. Elle met sa carrière entre parenthèses lorsqu'elle entre à l'université. Elle redécouvre les joies du sport lors de ses sorties de jogging en Suède.
Elle prend part à sa première course de montagne, la Drei Zinnen Alpine Run en 2013 où elle termine troisième. 
En 2014, elle se teste à d'autres disciplines, l'ultra-trail et le kilomètre vertical qu'elle apprécie. Elle prend part au Marathon Trail Lago di Como Medio de 60 km et de l'Ultra Trail Lago d'Orta de 55 km qu'elle remporte toutes les deux. Le 8 juin 2014, elle prend part à la course Lodrino-Lavertezzo Vertical Race qui se termine au col Forcarella di Lodrino à 2 223 m qu'elle remporte. Sur le chemin de la descente, elle panique au moment d'aborder un passage technique et se retrouve bloquée. Voyant sa détresse, les organisateurs la redescendent en hélicoptère,.
Elle déménage en Italie, à Postalesio, avec son compagnon en 2014.
Elle remporte la Super Cup du Snowdon en 2015 en 46 min 5 s, établissant ainsi le record féminin de l'ascension auparavant détenu par Carol Greenwood en 47 min 2 s établi lors de son record de la course du Snowdon en 1993. Aux championnats du monde à Betws-y-Coed, elle mène le trio britannique avec Emma Clayton et Sarah Tunstall. Elle termine deuxième derrière l'Ougandaise Stella Chesang et décroche la médaille d'or par équipes.
Elle mène la course des championnats d'Europe 2016 à Arco et remporte la victoire devant le duo italien composé d'Alice Gaggi et de Sara Bottarelli. Elle y décroche la médaille d'argent avec Heidi Dent et Rebecca Hilland.
Elle se met également au cyclisme sur route, plus particulièrement en course de côte. Le 27 juin 2017, elle remporte le Re Stelvio avec un nouveau record féminin en 1 h 11 min 23 s. Elle termine troisième du Taiwan KOM Challenge le 20 octobre.
Le 31 juillet 2018, elle bat le record du Vertical K en 46 min 24 s.
Le 21 septembre 2019, elle remporte les championnats de Grande-Bretagne de course en montagne à Llanberis sur le Moel Eilio.

## Palmarès en athlétisme

### Route
| Année | Compétition                   | Lieu    | Place | Épreuve       | Performance     |
| ----- | ----------------------------- | ------- | ----- | ------------- | --------------- |
| 2013  | Marathon de Venise            | Venise  | 6e    | Marathon      | 2 h 52 min 50 s |
| 2014  | Stralugano                    | Lugano  | 1re   | 10 kilomètres | 31 min 32 s     |
| 2014  | 10K Valencia Trinidad Alfonso | Valence | 3e    | 10 kilomètres | 34 min 2 s      |

### Course en montagne
| no  | féminin            | Course                                                | Longueur | Départ            | Temps           |
| --- | ------------------ | ----------------------------------------------------- | -------- | ----------------- | --------------- |
| 89e | Médaille de bronze | Drei Zinnen Alpine Run                                | 17,5 km  | 8 septembre 2013  | 1 h 54 min 19 s |
| 5e  | Médaille d'or      | Lodrino-Lavertezzo Vertical Race                      | 11,5 km  | 8 juin 2014       | 2 h 18 min 12 s |
| 24e | Médaille d'argent  | Fjällmaraton                                          | 43 km    | 9 septembre 2014  | 4 h 17 min 49 s |
| 22e | Médaille d'or      | Trentapassi Vertical Race                             | 3,2 km   | 24 mai 2015       | 51 min 32 s     |
| 7e  | Médaille d'or      | Lodrino-Lavertezzo Vertical Race                      | 11,5 km  | 7 juin 2015       | 2 h 10 min 57 s |
| 15e | Médaille d'or      | Neirivue-Moléson                                      | 10,6 km  | 21 juin 2015      | 1 h 9 min 48 s  |
| 4e  | Médaille d'or      | 10 km du Mont-Blanc                                   | 10 km    | 28 juin 2015      | 43 min 49 s     |
| 11e | Médaille d'or      | Fjäll Halvmaraton                                     | 27 km    | 1er août 2015     | 2 h 30 min 16 s |
| 17e | Médaille d'or      | Vertical K                                            | 5 km     | 5 août 2015       | 49 min 46 s     |
| 2e  | Médaille d'argent  | Championnats de Grande-Bretagne de course en montagne | 8,4 km   | 22 août 2015      | 37 min 12 s     |
| 19e | Médaille d'argent  | Santa Caterina Vertical Race                          | 3,2 km   | 29 août 2015      | 44 min 29 s     |
| 2e  | Médaille d'argent  | Championnats du monde de course en montagne           | 8,9 km   | 19 septembre 2015 | 38 min 23 s     |
| 1re | Médaille d'or      | Trophée Vanoni                                        | 5 km     | 25 octobre 2015   | 21 min 13 s     |
| 13e | Médaille d'or      | Transvulcania Vertical KM                             | 7,6 km   | 5 mai 2016        | 57 min 56 s     |
| 23e | Médaille d'or      | Trentapassi Vertical Race                             | 3,2 km   | 8 mai 2016        | 50 min 18 s     |
| 48e | Médaille d'argent  | Vertical Nasego                                       | 4,2 km   | 14 mai 2016       | 42 min 46 s     |
| 56e | Médaille d'argent  | Trophée Nasego                                        | 20,6 km  | 15 mai 2016       | 1 h 59 min 8 s  |
| 1re | Médaille d'or      | Championnats d'Europe de course en montagne           | 8,54 km  | 2 juillet 2016    | 43 min 41 s     |
| 13e | Médaille d'or      | Vertical K                                            | 5 km     | 31 juillet 2018   | 46 min 24 s     |
| 7e  | 7e                 | Championnats du monde de course en montagne           | 12 km    | 16 septembre 2018 | 1 h 7 min 57 s  |
| 15e | Médaille d'or      | Vertical K                                            | 5 km     | 30 juillet 2019   | 46 min 25 s     |
| 21e | Médaille d'or      | Championnats de Grande-Bretagne de course en montagne | 12,5 km  | 21 septembre 2019 | 1 h 2 min 32 s  |
| 9e  | 9e                 | Championnats du monde de course en montagne           | 14,7 km  | 15 novembre 2019  | 1 h 19 min 3 s  |
| 19e | Médaille d'argent  | Vertical K                                            | 5 km     | 2 août 2022       | 48 min 23 s     |
| 22e | Médaille de bronze | Vertical K                                            | 5 km     | 29 juillet 2025   | 51 min 24 s     |

## Palmarès en cyclisme
- 2017
  - 1re du Re Stelvio
  - 3e du Taiwan KOM Challenge

## Records
| Épreuve       | Performance     | Date             | Lieu    |
| ------------- | --------------- | ---------------- | ------- |
| 5 kilomètres  | 16 min 26 s 8   | 31 décembre 2014 | Trèves  |
| 10 kilomètres | 34 min 2 s      | 16 novembre 2014 | Valence |
| Semi-marathon | 1 h 15 min 3 s  | 23 novembre 2014 | Clowne  |
| Marathon      | 2 h 52 min 50 s | 27 octobre 2013  | Venise  |